# Regatul Roman
Regatul Roman (latină: Regnum Romanum) a fost organizarea de stat a Romei și a teritoriilor sale de la fondarea orașului în anul 753 î.Hr. de către Romulus până la expulzarea lui Lucius Tarquinius Superbus în 509 î.Hr. și formarea Republicii Romane.
În mitologia romană, când grecii au dus războiul împotriva orașului Troia, prințul troian Aeneas a navigat peste Marea Mediterană către Italia și a fondat Lavinium. Fiul său Ascanius (Iulus) a mers mai departe, fondând orașul Alba Longa. Din familia regală a Albei Longa au provenit cei doi gemeni Romulus și Remus, care au purces la fondarea Romei în 753 î.Hr.

## Italia pre-romană

### Epoca bronzului
În epoca bronzului, indo-europenii s-au stabilit în Italia, înaintând în peninsulă pe direcția nord-sud. După varietatea de artefacte, unelte de bronz și arme , precum și ceramică cu incizii geometrice, s-a produs o uniformitate culturală. Așezările din aria culturii apeninice erau de mici dimensiuni, aveau aspect sedentar, agrar-pastoral, fiind amplasate în zone montane, în sudul Etruriei, în Apulia și în Latium. Satele de mici dimensiuni practicau păstoritul transhumant. Conform descoperirilor de ceramică apeninică , regiunea colinară a Romei era slab locuită. Către sfârșitul epocii bronzului, ceramica se modifică și uneltele se dezvoltă în conformitate cu creșterea demografică și amplificării dimensiunilor așezărilor umane . Cremația înlocuiește sau dublează inhumația, fiind descoperite câmpuri de urne similare celor din centrul Europei. Diferențierile culturale se amplifică .

### Epoca fierului
Epoca fierului debutează în anii 1100-900 î.Hr., oferind o varietate mare de aspecte culturale, fiind clasificate după informațiile funerare. Se disting două mari zone culturale, către secolul al X-lea î.Hr.: cea de înhumație din cultura apenină și cea de cremație, specifică nordului Italiei și zonelor joase din coasta tireniană.
În Campania și Calabria apar morminte de tip fosă, în Apulia, este întâlnită ceramica cu motive geometrice și cu mânere, într-o varietate mare de forme, în zona coastei Mării Adriatice apar stelele de piatră cu scene de vânătoare și război. Armele erau depuse în mormintele de inhumație, ceea ce atestă existența unei cateogorii sociale militare. În cadrul culturii Golasseca sau Atestine, defuncții aristocrați erau incinerați, a căror urne erau depuse în morminte cu inventare bogate în arme, armuri, care cu patru roți.
În cadrul culturii Villanova, cenușa era depusă în urne bitronconice cu capac, așezate sub lespezi, sau în urne de tip colibă. Așezările din epoca bronzului au fost părăsite, inființându-se altele noi de tip urban în secolele IX-VIII î.Hr. Lingvistic, situația peninsulei era complexă, fiind atestate existența unor populații băștinașe, anterioare sosirii coloniștilor greci, fiind denumiți ca viteloi/italoi, ausoni, sicani/siculi în Sicilia. Existau circa 40 de limbi sau dialecte grupate în graiuri ne-indoeuropene, ca cel raetic, liguric sau cel etrusc, și graiuri indoeuropene. Erau cuprinse în grupul vestic italic timpuriu, ca latina, falisca în Latium, sicula în Sicilia, veneta în nord-estul peninsulei, apoi grupul est-italic ce includea toate dialectele osco-umbrice vorbite în Umbria, Samnium, Lucania, Bruttium, Campania, Picenum, zona central-apeninică; celtica răspândită între Pad-Alpi-Adriatică; dialectul mesapic în tocul cizmei italice și greacă, adusă de coloniștii greci stabiliți în sudul Italiei și în Sicilia .
Primele contacte ale populațiilor din Italia cu grecii au avut loc la sfârșitul epocii bronzului, de când datează obiectele miceniene descoperite în Apulia, Sicilia sau în centrul Italiei. Italia a fost expusă valurilor de arcadieni conduși de Evandru, thesalieni, dorieni și troienii lui Aeneas. Prezența ceramicii pictate în stil egeo-cipriot în Sicilia, obiectele cretane sau orientale atestă vechimea relațiilor Italiei cu estul Mediteranei. Orașul Roma s-a dezvoltat în Latium, regiune în care primele locuiri permanente au avut loc în jurul anului 1000 î.Hr., după mormintele de incinerație din spațiul viitorului forum roman, din zona Munților Albani, din Lavinium, din ținutul sabin, ce aparțin culturii latiale. Simbolismul funerar presupune existența unor forme de organizare. În epoca Hallstat se dezvoltă așezările de la Antemnae, Fidenae, Crustumerium, Tibur și Corniculum. Doar bărbații privilegiați erau incinerați, a căror cenușă era depusă alături de cenușa a trei obiecte depuse în urnă. Crematia presupunea un efort mai mare decât simplă îngropare.
Printre obiectele asociate cu urnele funerare se numără cești, boluri, farfurii, arme, lănci și săbii, ceea ce sublinia dubla calitate de războinic și conducător al unui clan al defunctului. Probabil  avea și roluri religioase din pricina prezenței cuțitelor de jertfă depuse în unele morminte. Mormintele de inhumație de femei și bărbați erau simple, mormintele de bărbați neavând arme. Locuințele găzduiau sedentar o populație agrar-pastorală, ce practică meșteșugul casnic, împărțit în mici sate separate ce se vor unifica în a două faza a culturii Latiale.
Zona colinară a Romei (cele șapte coline fiind Palatin, Capitoliu, Esquilin, Quirinal, Viminal, Caelius, Aventin) cunoaște o dezvoltare demografică semnificativă, centrul constituindu-l colina Palatin. Descoperirile atestă existența unor mici comunități rurale pe Palatin ce s-au unificat între secolele IX-VIII î.Hr. , locuințele având un inventar modest, fără urme de diferențiere socială, fiind practicate ambele rituri de înmormântare.
Comunitățile din Latium și cele din Roma au cunoscut o serie de schimbări: creșterea demografică dublată de stratificarea socială și organizarea politică. Așezările se multiplică, iar dimensiunile lor cresc, inventarul funerar devine tot mai bogat și variat, găsindu-se și obiecte de import sau produse locale orientale și grecești. Apar morminte de tip cameră legate de simbolistica și relațiile de familie și de clan. Sunt construite spații de comerț și de dezbateri politice. În spațiul dintre colinele Palatin, Capitoliu și Velia au fost construite stabilimente publice ca Curia Hostilia-locul de întrunire a Senatului și Comitium-spațiul de adunare a poporului, un templu închinat lui Vulcan, unde s-a descoperit piatra neagră a lui Iupiter cu o inscripție ce conține cuvântul "recei" (rex).
Ceramica grecească figurată din depozitul votiv al sanctuarului oferă imaginea zeului Vulcan reintorcandu-se în Olimp. În zona dintre Colina Palatin, Capitoliu și malul stâng al Tibrului sunt construite lăcașuri de cult, ca templul decorat cu teracote și statui dedicate lui Hercule și Atenei, iar pe Capitoliu sunt atestate prin fragmente de teracotă și fundament, ridicarea complexului dedicat cultului triadei Iupiter, Iunona și Minerva.
Din 650 î.Hr. sunt construite pe colinele Quirinal, Viminal și Capitoliu alte locuri de cult, după depozitele votive fauissae. Roma devenea o așezare de tip urban, cu ierarhii sociale și funcționare politică (sistematizările edilitare a spațiului civic, scrisul ca instrument de stocare a informației) în secolul VII î.Hr. Mormintele devin tot mai sărace în inventar, morții fiind înhumați, fără a marca statutul social de după moarte, ce atestă fie un recul demografic, fie au dispus de necropole, fie din modificări de mentalitate, prin care statutele sociale privilegiate se afișau prin ridicarea unor lăcașe de cult sau edificarea unor locuințe somptuoase, precum cartierul rezidențial de pe Palatin. Probabil și datorită legslației scrise a Romei (cele 12 table) ce introduceau restricții de limitare a luxului funerar.
Lăcașele de cult sunt amenajate în noile centre urbane organizate politic: fiind inițial simple altare în aer liber, au fost ridicate complexe elaborate cu altare și temple, ridicate peste vechile lăcașe din perioada proto-urbană. La Roma este atestat efortul edilitar cultural de la Veii, Caere, Lanuvium etc. cât și în zonele extraurbane, ca sanctuarele extra-pomeriale, ca sanctuarul Dianei de pe colina Aventin sau cel închinat triadei Afrodita-Hera-Demetra de la Gravisca, din portul orașului Tarquinium, cel de la Pyrgi, ce atestă activitate comercială și raporturi politice federative intensificate.

### Civilizația etruscă
Originile etruscilor sunt controversate, iar limba vorbită de aceștia poartă mister. Herodot afirmă că etruscii ar fi imigrat în Italia din Lidia, Dionis din Halicarnar îi consideră locuitori ai Italiei. Solul și subsolul Etruriei, corespundea Toscanei actuale, bogate în resurse naturale: lemn utilizat pentru construcții navale, mine de plumb argentifer, staniu , cupru și fier. Etruscii au format o civilizație urbană prosperă, relevată de numeroase monumente: morminte ornate cu fresce, vase, reliefuri. Au fondat orașe opulente, în care au introdus , sistematizat și codificat practici grecești. În orașul Caere (care măsură 150 ha) se concentrau 25 000 de locuitori. În secolul al VII-lea î.Hr. civilizația etruscă a cunoscut o largă expansiune, iar între sec. VII-V î.Hr. a existat o confederație etruscă, menită a promova interesele așezărilor urbane etrusce, între Bologna și Capua. Până în secolul al VI-lea î.Hr. orașele etrusce au fost conduse de un monarh-lauche, înzestrat cu drepturi militare și de coerciție asupra supușilor, drept simbolizat de securea și nuielele purtate de gărzile lui, lictorii. Posedă rol religios, a căror puteri le erau transmise pe linie dinastică. Era asistat de un consiliu oligarhic, care a sfârșit prin a-l înlătura, cu excepția cetății Veii, unde el s-a menținut stăpân până la cucerirea romană. Societatea etruscă era caracterizată de o structura oligarhică, iar nobilii dominau cu o mâna de fier, iar slujitorii lor osteneau pe ogoare, în orașe, în ateliere industriale sau în mine. Nu existau adunări populare, dar femeile dețineau o funcție relevanță în viață politică, dar și în cea privată a etruscilor. Familia etruscă era împărțită în multe ramuri. Erau religioși, crezând că zeii intervin fără încetare în viață oamenilor, iar prezicătorii specializați, haruspicii, deslușeau sensul intervențiilor divine în descifrarea semnelor divine exprimate de ficatul victimelor animale sacrficate. Panteonul etrusc era populat de numeroși zei care se deosebeau de la un oraș la altul. Influențele grecești asupra panteonului erau evidente, etruscii adoptând cultul lui Heracles. Etruscii venerau zei că Tinia, Uni, Menerva, Nethuns, Turan, Mariș. Cele 12 cetăți ale confederației etrusce dispuneau de un sanctuar comun plasat la Voltumna. Aristocrații ridicau cavouri bogate și decorate, iar vinul libațiilor și sângele animalelor sacrificate determinau defuncții să nu se mai întoarcă printre muritori. Aveau la dispoziție porturi, corăbiile și negustorii lor străbăteau Mediterana. Confederația etruscă, de multe ori agitată de tensiuni interne, a cucerit valea Padului la nord, Latium și o parte din Campania la sud, inclusiv Capuâ. Au fost aliați cu cartaginezii pe termen limitat. După ce au fost învinși într-o bătălie năvală în față cetății Cumae în 474 i.en., Capuâ a ajuns pe mâna samniților în 432 i.en. Samniții și alte populații italice au blocat ulterior expansiunea grecilor. Etruria septentrională a prosperat, porturile situate pe aceste meleaguri realizând un comerț activ cu Grecia continentală, mai ales cu Atena.

### Colonizarea greacă
Colonizarea greacă s-a intensificat în anii 770 i.en., în nordul golfului Neapole, la Pithecusai și la Cumae și în zona siciliană, ce a dus la apariția cetatilot de tip apoikii și emporii. Etruria, Campania și Latium sunt "elenizate", atestată de artefactele de stil orientalizat și grecesc, precum și de stilul de organizare socială, că banchetul aristocratic-symposion și religia. De asemenea, vechiul panteon indo-european este elenizat din epoca regală: oracolul-cărțile sybiline de la Cumae, adorarea zeilor Heracles și Atena, heroon-ul din Forum-Lapis Niger, zeul local Vulcanus elenizat sub domnia Tarquinilor, prezența Herei că partener de cuplu a lui Zeus din palatul Murlo din Etruria, templul Triadei Capitoline sau sărbătoarea Matraliei din 11 iunie, dedicată zeiței Mater Mâțuță, ce pune la lumina asocierea vechiului rit solar indo-european al Aurorei cu ritul lunar grecizat.

## Fondarea Romei
Conform tradiției antice, Roma a fost fondată de Romulus, fiul vestalei Rhea Silvia și al zeului Marte, în anul 753 i.en., descendent din casa domnitoare a lui Ascaniu de la Alba Longa. După ce s-au născut, gemenii Romulus și Remus au fost înlăturați din Alba Longa, de către unchiul uzurpator al mamei lor, Amulius, și au fost aruncați în Tibru. Au fost salvați de o lupoaica și au reușit să supraviețuiască. Au fost crescuți de pastorul Faustulus și de soția sa, Laurentia. La maturitate, gemenii l-au înlăturat pe Amulius, redându-i bunicului lor Numitor domnia, iar ei vor concura pentru a câștigă statutul de fondator al noii cetăți de pe colină Palatinului. Romulus și-a adjudecat rolul de conditor, și-a ucis fratele care i-a luat în derâdere actul fondator și va ctitori viitoarea cetate Roma. 
Deși fondarea Romei este atribuită și înaintașilor săi, Evandru, arcadianul sosit în Italia, faptele fondatorului Romulus că unirea cu sabinii și coregena cu regele sabin Titus Tatius denotă debutul destinului al "Cetății Eterne". Domnia sa are o încărcătură mitică, acesta dispărând miraculos în timpul unei inspecții militare, fiind răpit de zei, devenind Quirinus. Organizarea viitoare a Romei cade în sarcina următorilor regi: sabinului Numa Pompilius ce a reformat religia, romanului Tullus Hostilius ce a organizat armata, sabinului Ancus Marcius ce a reformat economia, precum și etruscilor Tarquinius Priscus, Servius Tullius ce au definitivat organizarea socială și militară, și etruscului Tarquinius Superbus ce a comis abuzuri regale, dar a ridicat templul Triadei Capitoline. Romanii se mândreau de ctitorirea ce avea un caracter complex, de contribuția regilor și comunităților, susținând superioritatea acestora față de greci, având descendența divină direct din zei. 
Administrativ, există un sfat "senatus" și o adunare a poporului-comitia curiată, ce avea atribuții religioase, fiind alcătuită cenzitar pe criterii fiscale și militare. Regalitatea era veche, adăugându-se rolul carismatic al suveranului, având că principiu asocierea prin căsătorie cu o fiica și electivitatea, cu intervenția interregnum-ului, asigurat de un interrex dintre senatori pentru perioadele dintre doi regi. Perioada regală a constat printr-un amplu proces de organizare internă a Romei, ca reforma serviana a penultimului rege etrusc, pe baza principiilor cenzitare împărțind populația în categorii cenzitare și centurii, cu drepturi civice totale, cinci dintre cele șase având obligația serviciului militar. 
Sabinii sunt integrați corpului noii cetății, că semn al unui proces de unificare în jurul Palatinului, iar în perioada aniilor 650-625 i.en., Forumul este pavat, este ridicat altarul lui Marte și Ops Consiua-Regia, este amenajat spațiul de discuție politică-Comitium și a Curiei Hostilia, fiind clădit primul edificiu al Senatului. Sunt descoperite locuințe rezidențiale, case de tip standard cu un atrium larg, cu o dispunere a camerelor în jurul unui spațiu central deschis.

## Regii Romei
| Romulus (latin)                     | 753-716 î.Hr.     |
| Numa Pompilius (sabin)              | 715-674 î.Hr.     |
| Tullus Hostilius (latin)            | 673-642 î.Hr.     |
| Ancus Marcius (sabin)               | 642-617 î.Hr.     |
| Lucius Tarquinius Priscus (etrusc)  | 616-579 î.Hr.     |
| Servius Tullius (etrusc)            | 578-535 î.Hr.     |
| Lucius Tarquinius Superbus (etrusc) | 535-510/509 î.Hr. |

Înainte de împărații romani și consuli, Roma a fost o monarhie guvernată de către regi (latină: Rex). Regii, excluzându-l pe Romulus, el fiind fondatorul orașului, au fost fiecare aleși de către poporul Romei pentru a servi pe viață, niciunul dintre aceștia bazându-se pe forța militară pentru a câștiga tronul. Deși nu este specificat vreun principiu ereditar în alegerea primilor patru regi, începându-se cu al cincilea, Tarquinius Priscus, moștenirea regală curgea prin soțiile regelui decedat. În consecință, istoricii antici afirmă că regele era ales pe baza virtuților sale, și nu cea a descendenților.
Istoricii Romei antice îngreunează determinarea puterilor regelui din pricina faptului că făceau referire la acesta cu puterile omologilor săi republicani (și anume consulii). Unii scriitori moderni consideră că puterea supremă a Romei rezida în mâinile oamenilor și că regele era doar șeful executiv pentru Senat și popor, în timp ce alții susțin că regele poseda puterea suverană, iar Senatul și poporul aveau doar un rol minor în privința puterilor sale.
Ce se știe sigur este că numai regele deținea dreptul de auspiciu din partea Romei ca Augurul său șef, iar nici un eveniment public nu putea fi executat fără voința zeilor, făcută cunoscută prin auspicii. Oamenii vedeau regele ca mediatorul dintre ei și zei, privindu-l astfel cu respect religios. Aceasta făcea regele șeful religiei naționale și șeful religios executiv, având puterea de a controla calendarul roman, de a dirija toate ceremoniile religioase și de a numi oficiile și ofițerii religioși subalterni. A fost Romulus cel care a instituit augurii și s-a crezut a fi cel mai bun augur dintre toate. De asemenea, regele Numa Pompilius a instituit Pontifii și prin aceștia dogma religioasă a Romei.
Dincolo de autoritatea sa religioasă, regele era investit cu autoritate militară și judiciară supremă prin uzul Imperium-ului. Imperium-ul regelui era acordat pe viață și îl proteja pe acesta de a fi vreodată judecat pentru acțiunile sale. Ca singurul deținător de Imperium în Roma la vremea respectivă, regele deținea autoritate militară necontestată, fiind comandant suprem al tuturor legiunilor Romei. De asemenea, legile ce protejau cetățenii de abuzul magistraților care dețineau Imperium nu existau în vremea regelui.
Imperiumul regelui îi acorda atât puteri militare, dar și calificarea de a se pronunța în judecată legală în toate cazurile, ca șef al justiției Romei. Deși putea numi pontifi în slujbe de judecători minori în unele cazuri, avea autoritatea supremă în oricare dintre acelea aduse în fața sa, atât civile, cât și criminale. Aceasta făcea regele suprem atât în vremuri de război, cât și pace. Un consiliu sfătuia regele în timpul tuturor proceselor, însă acesta nu avea o putere în a controla deciziile regelui. Deși unii scriitori consideră că nu exista posibilitatea unui apel la deciziile regelui, alții menționează că o propunere pentru apel putea fi adusă de către orice patrician în timpul unei întâlniri a Adunărilor curiate.
O altă putere a regelui era aceea de fie a numi sau nominaliza toți oficialii la oficii. Regele putea numi un tribunus celerum pentru a servi ca tribun of tribului Ramnes din Roma, dar și în calitate de comandant al gărzilor de corp personale ale regelui, legătură similară cu cea dintre împăratul roman și prefectul pretorian. Regele era obligat să numească tribunul la intrarea în serviciu, iar tribunul părăsea oficiul doar la moartea regelui. Tribunul era al doilea rang după rege și deținea, de asemenea, puterea de a convoca Adunarea curiată și discuta legislația în fața acesteia.
Un alt ofițer numit de către rege era cel de Praefectus Urbanus, care acționa ca paznicul orașului. Când regele era absent din oraș, prefectul deținea toate puterile și abilitățile acestuia, până la punctul de a i se acorda Imperium cât timp se afla în interiorul orașului. Regele a primit chiar dreptul de a fi singura persoană care putea numi patricieni în Senat pentru a lucra drept senatori.
Sub rege, Senatul și Adunarea curiată dispunea de o foarte mică putere și autoritate. Senatul și Adunarea curiată nu erau corpuri independente deținând dreptul de a se reuni și discuta problemele statului. Ele puteau fi convocate numai de rege și puteau discuta strict problemele aduse în fața acestora de către rege. În timp ce Adunarea curiată putea pasa legi pe care regele le accepta, Senatul reprezenta numai un consiliu onorabil. Putea sfătui regele privind acțiunile sale, dar în nici o ipostază nu-l putea preveni de la acționa. Singurul lucru pe care regele nu îl putea face fără aprobarea Senatului era declararea războiului împotriva națiunilor străine.
Însemnele regilor Romei erau 12 lictori conducând legăturile ce purtau topoare, dreptul de a se așeza pe un scaun Curule, Toga Picta de culoare roșu închis, încălțăminte roșie și o diademă albă în jurul capului. Dintre toate aceste insemne, cea mai importantă era toga.

## Alegerea regelui
La moartea regelui, Roma intra într-o perioadă de interregum. Senatul se întâlnea și numea un Interrex pentru a servi o perioadă nedefinită (de obicei mai puțin de un an) cu singurul rol de a nominaliza următorul rege al Romei. Odată ce Interrexul găsea un nominalizat potrivit pentru, el era adus în fața Senatului, iar Senatul îl revizuia. Dacă era acceptat de către Senat, Interrex-ul convoca Adunarea curiată și participa ca președinte al adunării în timpul alegerii regelui.
Odată propus Adunării curiate, poporul Romei îl putea fie accepta, fie refuza. Dacă era acceptat, regele ales nu intra imediat în oficiu. Alte două acte trebuiau să se desfășoare înainte de investirea sa cu autoritate și putere regală completă. Întâi era necesară obținerea acordului divin al zeilor care respectau numirea sa prin auspicii, din moment ce regele era înaltul preot al Romei. Această ceremonie era desfășurată de către un augur, care conducea regele ales la citadelă, acolo unde augurul îl plasa pe un scaun de piatră, în timp ce mulțimea aștepta dedesubt. Dacă era găsit merituos pentru domnie, augurul anunța că zeii au oferit semne favorabile, confirmând astfel caracterul preotesc al regelui.
Al doilea act ce trebuia executat era acordarea Imperiumului regelui. Votul precedent al Adunării curiate determinase doar cine avea să fie rege, însă prin acest act nu-i acordaseră puterile regelui asupra sa. Ca atare. însuși regele a propus Adunării curiată o lege admițându-i Imperium, iar Adunarea a votat în sprijinul acestei legi. Motivul acestui dublu vot al Adunării este destul de clar. Imperiumul putea fi acordat doar unei persoane pe care zeii o considerau favorabilă. Era, deci, necesar să se determine cine era persoana capabilă de a primi Imperium și, când aceasta era și favorizată de divinități, Imperiumul îi era acordat printr-un vot special.
În teorie, oamenii Romei aveau puterea de a își alege conducătorul, însă Senatul deținea majoritatea controlului asupra acestui proces.

## Roma sub regii ei

### Domnia lui Romulus
Romulus nu a fost doar primul rege al Romei, dar și fondatorul ei. În 753 î.Hr., Romulus a început construirea orașului pe Dealul Palatin. După fondarea Romei, el a invitat criminali, sclavi fugari, exilați și alte astfel de populații nedizerabile, oferindu-le azil. În această manieră, Romulus a populat cinci dintre cele șapte dealuri ale Romei. Pentru a oferi cetățenilor săi neveste, Romulus a invitat tribul vecin de sabine la un festival unde a răpit femeile sabine și le-a adus înapoi în Roma. După bătălia dusă împotriva sabinilor, Romulus a adus atât romanii, dar și adversarii lor sub același conducător.
După fondarea orașului, Romulus a divizat oamenii Romei între cei pregătiți și cei inapți pentru luptă. Luptătorii au format Legiunea Romană, constituită din 6000 infanterie și 600 cavalerie. Restul a format poporul roman, iar din acest rest Romulus a selectat 100 dintre cei mai nobili pentru a-i servi drept senatori într-un consiliu consultativ al regelui, Senatul Roman. Pe acești oameni i-a numit patricieni și aveau să devină nobilii și elita orașului în timpul Republicii.
După 38 de ani petrecuți ca rege al Romei, Romulus a luptat în mai multe războaie în care a învins, mărind controlul Romei în tot Latiumul și în multe dintre zonele înconjurătoare. De asemenea, Romulus a instituit Augurii ca parte a religiei romane. Romulus avea să fie amintit de timpuriu drept cel mai mare cuceritor al Romei și unul dintre cei mai religioși oameni din istoria romană. După moartea sa la vârsta de 54 de ani, Romulus a fost deificat ca zeul războiului Quirinus și a servit nu doar ca unul dintre cei trei zei importanți ai Romei, dar și ca zeitatea asemănată orașului Roma.

### Domnia lui Numa Pompilius
După strania și misterioasa moarte a lui Romulus, domnia a căzut în mâinile lui Numa Pompilius. Lăudat pentru înțelepciunea sa naturală, domnia lui Numa a fost marcată de pace și prosperitate. La numirea ca rege, fiind sabin la naștere, a mărit Senatul pentru a include 100 de nobili sabini care veniseră la Roma în timpul domniei lui Romulus. Acești oameni erau numiți, de asemenea, patricieni, în timp ce descendenții lor aveau să devină elita Republicii.
Numa a reformat Calendarul roman ajustându-l pentru anul solar, instituind la fel de bine mai multe ritualuri religioase ale Romei. El a organizat zona din înăuntru și din afara Romei în districte pentru un management mai ușor. El este, de asemenea, creditat pentru organizarea primelor bresle profesionale ale Romei.
Numa este amintit ca cel mai religios dintre regi (surclasându-l chiar pe Romulus), iar în timpul domniei sale, a introdus Flamenii, Virginele vestale ale Romei, Pontifii și Colegiul Pontifilor. De asemenea, în timpul domniei sale se spune că un scut din partea lui Jupiter ar fi căzut din cer cu soarta Romei scris pe el. Numa a ordonat copierea scutului în unsprezece exemplare, acestea devenind sacre romanilor.
Domnia sa avea să dureze 41 de ani și avea să aibă o moarte naturală, ușoară.

### Domnia lui Tullus Hostilius
Tullus Hostilius se asemăna bine lui Romulus în atitudinea sa războinică și, complet diferit de Numa în lipsa de respect față de zei. Tullus a purtat război împotriva cetății Alba Longa, Fidenae și Veii, oferind astfel Romei chiar mai mare teritoriu și putere. În timpul domniei lui Tullus orașul Alba Longa a fost complet distrus, iar Tullus a înrobit populația, trimițând-o apoi înapoi la Roma.
Tullus dorea război atât de mult încât a mai purtat unul împotriva sabinilor. Odată cu venirea domniei lui Tullus, romanii și-au pierdut dorința pentru pace. Tullus a purtat atât de multe războaie încât neglijase complet venerarea zeilor. Legenda spune că din această cauză o ciumă a infectat orașul, Tullus însuși aflându-se printre cei infectați. Când acesta a implorat pentru ajutorul lui Jupiter, Jupiter i-a răspuns cu un fulger ce l-a ars pe rege și a transformat casa sa în cenușă.
În ciuda naturii sale războinice, Tullus Hostilius a selectat și reprezentat al treilea grup de persoane care formau clasa patriciană a Romei, consistând dintre cei care veniseră la Roma pentru a căuta azil și o nouă viață. De asemenea, el a mai construit o nouă casă pentru Senat, Curia, care a supraviețuit peste 500 de ani după moartea sa. Domnia sa a durat 31 de ani.

### Domnia lui Ancus Marcius
În urma misterioasei morți a lui Tullus, romanii au ales un rege religios și pacifist în locul său. Acesta era nepotul lui Numa,Ancus Marcius. Mult precum bunicul său, Ancus a făcut puține pentru a mări granițele Romei și a dus războaie doar atunci când teritoriile sale aveau nevoie să fie apărate. De asemenea, el a construit un apeduct, Aqua Martia și a construit prima închisoare romană pe Dealul Capitoliului.
În timpul domniei sale, Dealul Janiculum aflat pe malul de vest era fortificat pentru a proteja Roma. Tot el a construit și primul pod peste Tibru. De asemenea, el a fondat portul Romei Ostia pe Marea Tireniană și dezvoltarea primelor lucrări de sare. În timpul domniei sale, mărimea Romei a crescut din cauză că Ancus folosea diplomație pentru a alătura pe calea pașnică orașele mai mici din înconjurul Romei, într-o alianță. Folosind această metodă, a completat cucerirea latinilor și restabilirea așezării lor pe Dealul Aventin, formând astfel clasa de plebei a Romei.
Avea să moară din cauze naturale, la fel ca și bunicul său înaintea sa, după 37 de ani ca rege și avea să fie amintit ca cel mai mare Pontif al Romei.

### Domnia lui Lucius Tarquinius Priscus
Lucius Tarquinius Priscus nu era doar al cincilea rege al Romei, dar și primul născut etrusc. După imigrarea în Roma, l-a simpatizat pe Ancus Marcius, care l-a adoptat mai târziu ca pe fiul său. La urcarea la tron, a condus războaie împotriva sabinilor și etruscilor, ceea ce a dublat mărimea Romei și a adus mari bogății orașului.
Printre primele sale reforme se numără adăugarea a 100 de scaune noi Senatului, aducând persoane din rândurile triburilor etrusce cucerite și ridicând numărul senatorilor la 300. A folosit prada de război din cuceririle sale pentru a construi mari monumente pentru Roma. Printre acestea se număra marele sistem de canalizare al Romei, folosit pentru secarea zonei de mlaștină dintre cele șapte dealuri ale Romei. În locul acesteia, a început ceea ce avea să devină Forul Roman. Tot el a instituit fondarea Jocurilor Romane.
Cel mai faimos proiect de construcții al său este Circus Maximus, un imens stadion folosit pentru întrecerile de care, rămânând până în zilele noastre cel mai mare stadion din lume. Priscus a urmat terminarea Circus Maximus cu începerea construcțiilor pentru o fortăreață-templu zeului Jupiter pe Dealul Capitoliului. Din păcate, a fost ucis după 38 de ani ca rege de mâinile fiilor lui Ancus Marcius înainte ca acel proiect să fie terminat. Domnia sa este cel mai bine amintită din prisma introducerii simbolurilor militare și oficiilor civile, dar și introducerea Triumfului roman, fiind primul roman sărbătorit.

### Domnia lui Servius Tullius
În urma morții lui Priscus, ginerele său Servius Tullius l-a succedat la tron, al doilea rege născut etrusc aflat la conducerea Romei. Precum socrul său, Servius a câștigat războaie împotriva etruscilor. A folosit comoara venită din campanii pentru a construi primele ziduri ce înconjurau complet cele șapte dealuri ale Romei; construcția este cunoscută sub numele de Pomerium. A adus și reforme pentru armata romană.
Este faimos pentru implementarea unei noi constituții pentru romani, continuând procesul de dezvoltare al claselor orașului. A instituit primul recensământ din lume, care diviza poporul Romei în cinci clase economice și a format Adunarea secolului. El a folosit acest recensământ și pentru a diviza poporul din interiorul Romei întru patru triburi urbane bazate pe locația lor în oraș, stabilind Adunarea tribală. Domniei sale îi este atribuită și construirea templului Dianei de pe Dealul Aventin.
Reformele lui Servius au adus o schimbare majoră în viața romană: drepturile de vot erau acum bazate pe bogăția economică, transferând multă putere în mâinile elitei romane. Odată cu trecerea timpului, însă, Servius a favorizat în mod crescând cei mai sărăciți oameni pentru a obține favoruri din partea plebeilor. Legislația sa a fost una extrem de penibilă ordinului patrician. Domnia sa de 44 de ani a fost finită cu asasinarea sa într-o conspirație condusă de propria sa fiică, Tullia, alături de soțul ei, Lucius Tarquinius Superbus.

### Domnia lui Lucius Tarquinius Superbus
Al șaptelea și ultimul rege al Romei a fost Lucius Tarquinius Superbus. Ca fiul lui Priscus și ginerele lui Servius, Tarquinius era, de asemenea, de naștere etruscă. În timpul domniei sale etruscii au atins vârful puterii lor. Spre deosebire de toți ceilalți regi dinaintea sa, Tarquinius a folosit violența, uciderea și terorismul pentru a menține controlul asupra Romei. A abrogat multe dintre reformele constituționale antecedente create de către predecesorii săi. Singurul lucru benefic Romei a fost completarea templului lui Jupiter început de tatăl său, Priscus.
Tarquinius a înlăturat și distrus toate raclele sabine de pe Piatra tarpeiană, înfuriind oamenii Romei. Oamenii nu mai puteau tolera domnia sa tiranică atunci când a permis violul Lucreției, o patriciană romană, de mâinile propriului său fiu. Rudă a Lucreției, Lucius Junius Brutus (strămoș al lui Marcus Brutus), a convocat Senatul și l-a expulzat pe Tarquinius și monarhia sa din Roma în 510 î.Hr..
După înlăturarea lui Tarquinius, Senatul a votat ca niciodată să nu mai fie permisă domnia unui rege și a reformat Roma într-un guvern republican în 509 î.Hr.. Lucius Junius Brutus și Lucius Tarquinius Collatinus, un membru al familiei Tarquin și văduvul Lucreției, au procedat în a deveni primii consuli ai noului guvern al Romei. Acest nou guvern îi va conduce pe romani în cucerirea majorității lumii mediterane și va supraviețui pentru următorii cinci sute de ani, până la domnia lui Iulius Cezar și Cezar August.

## Oficii republicane din partea regelui
Cu regele plecat, Roma ducea lipsă de conducere. Pentru a salva situația, consulii au fost instituiți. Inițial, consulii dețineau toate puterile regelui doar că în forma a două persoane care își puteau exercita dreptul de veto asupra acțiunilor celorlaltuia și serveau alături pe un mandat de un an. Mai târziu, puterile consulilor au fost împărțite și altor magistrați care fiecare deținea o porțiune mică a puterilor inițiale ale regelui. Primul printre aceștia era pretorul, care înlătura consulilor autoritatea judiciară. Apoi a venit cenzorul, care înlătura consulilor puterea de a conduce recensământul.
Cât pentru autoritatea religioasă a regelui, aceasta era împărțită între două oficii religioase: Rex Sacrorum și Pontifex Maximus. Rex Sacrorum era de jure cel mai înalt oficial religios al Republicii, al cărui unic rol era de a face sacrificiul anual către Jupiter care fusese rezervat până atunci regelui. Pontifex Maximus, însă, era de facto cel mai înalt oficiu religios. În acesta, majoritatea autorității religioase a regelui era învestită. El avea puterea de a numi toate Virginele Vestakem Flamenii, Pontifii și chiar și Rex Sacrorumii. La începutul secolului I î.Hr., Rex Sacrorum era aproape uitat, iar Pontifex Maximus primise aproape completă autoritate religioasă pentru religia romană.
La nouă ani după expulzarea lui Tarquinius, romanii au instituit dictatura. Acestui dictator îi era oferită autoritatea completă asupra tuturor problemelor civile și militare ale Romei, neexistând drept de apel la deciziile sale. Puterea sa era atât de absolută încât romanii abia îndrăzneau să numească un dictator în vremuri de pericole severe. Singurul lucru care împiedica dictatorul de a nu deveni rege era mandatul său pe o perioadă limită de șase luni.
Cu ascensiunea lui Iulius Cezar și a fiului său adoptiv Cezar August, puterile regelui aproape reveniseră. Iulius Cezar a fost ales atât Pontifex Maximus, dar și dictator pe viață, ceea ce-i oferea toate puterile regilor antici, și chiar unele mai mari. După asasinarea sa în Idele lui Marte, 44 î.Hr., fiul său adoptiv Cezar August a câștigat puterea Imperiumului Consular și puterile Tribunului Poporului, combinate cu pozițiile de Pontifex Maximus și Princeps Senatus, devenind aproape identic regelui. Ceea ce a readus în final Roma la un sistem monarhal, însă, a fost câștigul lui August privind puterea de a numi un succesor la toate puterile sale. Odată cu aceasta, Republica Romană a sfârșit, iar Imperiul Roman condus de împărații romani și monarhi a revenit la putere.

## Articole corelate
- Istoria Romei
- Cronologia Romei antice
- Copii neîmblânziți în mitologie și ficțiune